# バガタウェイ
『バガタウェイ』（Baggataway）は、古日向いろはによる日本の漫画作品。『月刊コミックブレイド』（マッグガーデン）にて2008年11月号より連載を開始、Web移行後の2015年6月25日更新分を持って連載を終了した。
タイトルの『バガタウェイ (ba・gát・a・wày)』はアメリカインディアンのオジブワ族(Ojibwa)の間で行われていた，ラクロス(lacrosse)の原型となった球技のことである。

## あらすじ
ド田舎の離島で実家のラーメン屋を手伝っていた空木 雫は、母親から「三年間青春してきなさい！」と本土の高校へ進学させられ、筑紫学園高等部に入学する。そこで出会ったのはラクロスという見たことも聞いたこともないスポーツだった。ラクロス部に入部した雫は仲間との交流も通じて、その非凡なラクロスの才能を開花させてゆく。

## 登場人物
以降、通称が設定されている人物は、その通称で表記する。
声はBS11『真・週刊コミックTV＋』の「コミドラ」で声をあてた声優。

### 筑紫学園
九州地区の四強に数えられるチームで、特に1年前は歴代ベストチームと有名だった。作中の年は一転して、メンバー12人のうち半分が新人という若いチームとなっている。人数は12人と最低限しかいない。プロフィールは単行本各巻裏表紙のカバー下より。

#### 高等部1年生
空木 雫（うつぎ しずく）
4月7日生/身長158センチメートル/体重46キログラム/右利き
声: 春井柚佳
通称「ソラ」。名前の由来は旧暦の卯月（4月）。本作の主人公で、1年B組。
「三年間青春してきなさい!」と母の独断でド田舎の離島から本土にやってきた。一人称は「ウチ」。
スポーツの経験は全くなく、当然ラクロスも初心者だが、瞬発力と反射神経、さらに実家のラーメン屋での仕事（岡持の中身をこぼさずに急な坂を全力疾走したり、ラーメンの替え玉をカウンターからテーブルの鉢の中に飛ばす高度な技術を持っている）で培われたラクロスのセンスは抜群で、みるみる才能を開花させてゆく。
度々実家に手紙を書いているが、その文面が口に出る癖がある。また、霞（かすみ）という妹がいる。
幼少期の家庭は父親（今は母親とは離婚している）が四六時中家庭内暴力をふるう中で育ったため、極度に怒りや憎しみの感情が苦手になり、人を怒らすことや争うことを恐れるようになってしまっている。
ポジションはアタックの2H（セカンドホーム）。小倉中央との練習試合ではアタックの3H（サードホーム）。
背番号は「18」。自分で決められないというソラに代わり、ハチが自分の好きな福岡ソフトバンクホークスの投手・新垣渚の背番号から決めた。
木皿儀 二奈（きさらぎ にな）
2月10日生/151センチメートル/42キログラム/右利き
声: 森なつみ
通称「団長」。名前の由来は旧暦の如月（2月）。1年A組。
元気が有り余るボーイッシュな熱血少女で、一人称は「オイラ」。中等部時の体育祭の応援団長で好評を得たエピソードから、「団長」と呼ばれている。
中等部3年の夏に飛んできた野球部のボールから四極に助けられて以来、彼女を慕い続けている。ラクロスは中学生も高校のチームに参加して公式試合に出場できるが、彼女は知らなかったため、高等部進学を待ってラクロス部に入部した。
腰が直角で止まるほど身体が硬く、小柄だがパワーと運動量は豊富で、ボールへの執着心と恐れの無いプレースタイルからムードメーカーとしての期待も高い。
ポジションはアタックの3H（サードホーム）。小倉中央との練習試合ではミディのRAW（ライトアタックウィング）。
背番号は「2」。「名前の二から」というのもあるが、実際はそんな単純な理由ではなく「キャプテンの1にもっとも近いから」。
七瀬 文（ななせ ふみ）
7月14日生/161センチメートル/51キログラム/右利き
通称「ブン」。名前の由来は旧暦の文月（7月）。
ソラのクラスメイト。大人しくやや内気だがしっかりした性格で、同学年の天然コンビ（ソラと団長）のまとめ役。
普段は眼鏡をかけているが、部活中は安全を考えてコンタクトレンズを付け、アイガードを装着している。
スポーツは好きではあるが苦手で、以前からまわりの足を引っ張ってしまうことを気にしていたものの、努力家であるため、ラクロスの飲み込みは早い。
また、身体が非常に柔らかく、天性の美しいパスフォームを持っており、正確なパスの送り手の期待がかかる。
ポジションはミディのLDW（レフトディフェンスウィング）。小倉中央との練習試合ではミディのRDW（ライトディフェンスウィング）。また、四極の代理でC（センター）をやることもある。
背番号は名前の七を2倍にして「14」。本人曰く「半人前の身で一桁なんて恐れ多いから」。
長廻 來未（ながさこ くみ）
9月1日生/171センチメートル/51キログラム/左利き
通称「くーみん」。名前の由来は旧暦の長月（9月）。1年C組。
本を読みながら河川敷を歩いていたところ、かんな・やよいとぶつかってしまい、その縁で助っ人として女子ラクロス部に参加する。一人称は「自分」。
リトルリーグでずっと野球をやっていたがある理由で辞めてしまい、それ以来スポーツから遠ざかっていた。ポジションはピッチャーだったと思われる。
その経験から正確なシュートを放つことができ、また長身を活かしたポストプレーも得意。
ポジションはアタックの1H（ファーストホーム）。
背番号は「21」。ソラと同じく、ハチが自分の好きな福岡ソフトバンクホークスの投手・和田毅の背番号から決められた。

#### 高等部2年生
八重垣 和葉（やえがき かずは）
8月1日生/162センチメートル/49キログラム/右利き
声: 中嶋ヒロ
通称「ハチ」。名前の由来は旧暦の葉月（8月）。
気さくでサッパリとした性格。メンバーの通称は彼女がつけている。
地元の「きらめき商店街」にあるスポーツショップの娘で、筑紫学園と一括契約して数多くのスポーツ用具を卸しており、試供品サービスもしているため、ソラ達も（今後店に「色々」協力することを条件に）無料で用具を入手できることになった。
ハチ自身も商魂たくましい性格で、「裏稼業」もやって稼いでいるらしい。
地元スポーツバカで、ソラとくーみんの背番号を地元球団である福岡ソフトバンクホークスの投手の背番号から付けた。
ポジションは小倉中央との練習試合では2H（セカンドホーム）、交流戦以降はRDW（ライトディフェンスウィング）。
背番号は名前から「8」。1年の時は「80」だった。
水篠 六菜（みずしの ろくな）
6月20日生/160センチメートル/47キログラム/右利き
声: 中園莉奈
通称「ロク」。名前の由来は旧暦の水無月（6月）。
気配りのできるしっかり者で、ハチをはじめとした仲間のフォロー役でもあり、練習計画などを作成するマネージャー的な役割を負っている。
ハチとは仲が良く普段から一緒に行動していることが多い。
背が低く空中戦に弱いことを気にしている模様。
ポジションはディフェンスの3M（サードマン）。
背番号は名前から「6」。1年の時は「60」だった。
悟桐 皐（ごとう さつき）
通称「ごっちん」。名前の由来は旧暦の皐月（5月）。
身体が大きく、見た目通りパワーも強い。ボールコントロールも燈子に次いでチーム屈指であり、ボールで空き缶を狙い打ちして完全にひしゃげさせるほど。
また、身体だけでなく性格も大らかで、気さくでお人好しな人柄である。
自宅が剣道の道場で、子供達に剣道を教えているため部活に出られないこともある。
ポジションはサッカーで言うところのゴールキーパーであるG（ゴーリー）。
背番号は名前から「55」。
雨相 志穂（あまあい しほ）
通称「シホ」名前の由来は旧暦の霜月（11月）。
ミステリアスな雰囲気を纏った、物静かでクールな美人の先輩。
語尾に「ですわ」とつけるなど口調は清楚でありながら、どこかしら毒のある言動が多い。しかし人があまり言いたがらない、物事の核心を突く言葉を堂々と投げ掛けることもある。甘い物を食べると酔ってしまう体質のため、父親には「お前は人前で甘いものを食すな」と言いつけられている。
ポジションはディフェンスのP（ポイント）。
背番号は名前から「4」。1年の時は「24」だった。

#### 高等部3年生
四極 燈子（しはつ とうこ）
12月29日生/165センチメートル/49キログラム/右利き
声: 牧口真幸
名前の由来は旧暦の師走（12月）。彼女のみ分かりにくいが「とうこ」の「こ」を漢数字の二に見立て、とうこ＝十二となる。
女子ラクロス部のキャプテンにして最速不動のエースで、「雷鳴の蒼姫」の異名を持つ。
チームでは群を抜いた技術の高さはもちろんのこと、容姿端麗、スタイルも抜群、成績優秀（校内模試学年順位が一ケタとのこと）。
さらに謙虚で決して驕ることもなく、思いやりもあって人当たりの良い優しい性格であるため、誰からも尊敬されている。
「明るく楽しく」をモットーにしており、1年生にも公式戦を体験して欲しいと思っている。
ポジションはミディのC（センター）。1、2年時はAT（アタック）だった。
背番号は「1」。2年時は「10」、1年時は「15」だった。
昨年の筑紫学園のラクロスチームが分裂・崩壊したのは彼女のせい、と何度か示唆されているが、これには彼女の壮絶な過去と、ラクロスで優れた実力を持つ妹・怜奈の存在が大きく関わっている。1学年先輩の桐野のおかげで一時期落ち着いていたが、昨年の公式戦で客席に怜奈を見かけたことで四極は我を忘れて強引なプレーを行った。結果、桐野は抱えていた故障が悪化し、当時の他の2年生は市崎を除いて全員退部した。
市崎 睦花（いちざき むつか）
1月2日生/168センチメートル/56キログラム/右利き
声: 箸本のぞみ
通称「イチ先輩」。名前の由来は旧暦の睦月（1月）。
ラクロス部の副キャプテン。
優しくおっとりとした性格で、燈子を支えるチームの「母親役」。
ポジションはディフェンスのCP（カバーポイント）。ディフェンス陣の統率役でもある。
背番号は「99」を付けており、ハチが冗談で「バストサイズ」と話したが、その真意は燈子の1と合わせて100とするためである。
ちなみに1年時は「90」、2年時は「96」である。余談であるが、ラクロスで選手が身につけられる背番号は99までである。

#### 中等部3年生
山東 かんな（さんとう かんな）
10月3日生/149センチメートル/40キログラム/右利き
中等部3年2組。名前の由来は旧暦の神無月（10月）。
団長の紹介で入部した中学生の双子。
父親がハチの父親の走り屋仲間で、愛車がミニクーパーSである上に、やよい共々俊足のため、揃って筑紫最速のミニクーパーと呼ばれている。
基本的にこちらが先に物事を決め、やよいが後から続くタイプ。
耳の前の髪を左側だけ縛っており、アホ毛は2本。黒のハイソックス着用。
ポジションは小倉中央との練習試合ではミディのLAW（レフトアタックウィング）、交流戦以降はRAW（ライトアタックウィング）。
背番号は「98」。ミニクーパーの「クーパー」から。
山東 やよい（さんとう やよい）
10月3日生/149センチメートル/40キログラム/右利き
中等部3年1組。名前の由来は旧暦の弥生（3月）。
同じく団長の紹介で入部した、双子のもう1人。
かんなとは好きな物事がほぼ一致しているため、基本的にはかんなの選択に追従する形で同じことをするが、それを自分で選ぶ機会を持たせてくれた団長と志穂には強い信頼を寄せて懐いている。
人に懐く場合はこちらが先に懐き、かんなも続く。
耳の前の髪をかんなとは逆に右側だけ縛っており、アホ毛は1本。黒のオーバーニーソックス着用。
ポジションは小倉中央との練習試合ではミディのLDW（レフトディフェンスウィング）、交流戦以降はLAW（レフトアタックウィング）。
背番号は「32」。ミニクーパーの「ミニ」から。

#### 筑紫学園OG
作中に名前が登場するのは島津、西郷、小松、桐野の4人。
西郷 貴音（さいごう たかね）
四極燈子と市崎睦花の1学年先輩で現役時代のポジションはG（ゴーリー）、背番号は「35」。
小松（こまつ）
四極燈子と市崎睦花の1学年先輩で現役時代のポジションはディフェンスの3M（サードマン）、背番号は「59」。
桐野 千秋（きりの ちあき）
四極燈子と市崎睦花の1学年先輩で現役時代のポジションはアタックの1H（ファーストホーム）、背番号は「9」。
「疾風の斬姫」の異名を持ち、2年時にはすでに九州ナンバー1ATと呼ばれていた実力者。3年生になると四極とともに筑学のダブルエースとなり、公式戦で天神を下す立役者となる。しかしその決勝戦で膝の故障を悪化させてしまう。
作中では、公式戦の準決勝を観戦に現れる。

#### その他部関係者
箱崎 詩乃（はこざき しの）
女子ラクロス部の多くのメンバーが生活する筑紫荘の寮母。高校時代は男子ラクロス部のマネージャーであった。
天然でおっとりした優しい性格の持ち主で、美人であり、地元では完全にアイドルとなっている。
地元のきらめき商店街に詩乃が訪れると、全ての店が（詩乃のために）割引を開始し、その割引目当ての主婦や詩乃目当ての男性客で商店街が活気に溢れ（いわゆる「詩乃さん祭」）、地方都市問題のシャッター街化を防ぐ要因になるほどである。
箱崎 悠乃（はこざき ゆうの）
詩乃の娘で、しっかり者の小学5年生（GAME05での「あと2年早く生まれていたら（中学生として一緒にプレイできた）」という発言から）。
物心付く前から父（詩乃の夫）のクロスをおもちゃ代わりにしたり、寮の選手たちのプレーを見よう見まねしていたため、選手経験は皆無ながらラクロスの能力は非常に高い。
夏合宿ではユニフォーム姿で現れ、チームの練習相手として加わる。背番号は父親と同じ「85」。
また、父親は悠乃が物心つく前に他界しているようで、第7巻のEXTRA GAMEで詩乃や土井ら筑学OB達とともに墓前に合宿の報告を行っている。
土井 伸太（どい のぶた）
声: 三宅健太
女子ラクロス部の顧問兼コーチで筑紫学園大学男子ラクロス部のOB。
現代国語担当の教諭でもあり35歳、ハチ曰く花の独身で彼女募集中。
その体格や、練習試合の話をする際に、メンバーが足りない場合は自分がG（ゴーリー）をやるというセリフから、Gとしての競技経験があると思われる。
選手個々の精神力や固有の才能を重視している。
箱崎（詩乃の夫、悠乃の父）、古賀(後述)とは筑学男子ラクロス部の同期で、共に全日本メンバーであった。
全日本メンバー時代と今とでは体型がまったく違う。
今池 覚（いまいけ さとる）
筑紫学園大学男子ラクロス部のOBで土井伸太の1学年先輩にあたる。商店街の模型店を経営している。
人を食ったような性格だが、大学時代は筑学のナパームと呼ばれる一流のラクロッサーであり腕前は確か。また、実力を認めた相手しか名前では呼ばない。

#### その他の筑紫学園高等部生徒

##### ジャーナリズム研究会
通称「ジャー研」。学内で「筑紫タイムス」を発行。ゴシップ誌に近い傾向があるが、部活動紹介記事はかなり掘り下げられた内容として生徒間で好評。
当初野球部を取材予定だったが、副会長江口の意向で女子ラクロス部への取材に変更された。
ジャーナリズム研究会とは別に新聞部が存在するが、彼らいわく新聞部は学校や生徒会の広報のような存在らしい。
猿渡 宗介（さるわたり そうすけ）
会長、2年生。ハチ曰く「ボス」。
当初女子ラクロス部への取材には消極的だったが、取材の過程でベタ付き取材をすることを決める。
大柄な体格に反してピュア系な一面も持ち併せており、恋愛に奥手であることが窺える。
市崎に想いを寄せているが、ハプニングの度に天邪鬼な言動を取ってはチャンスを逃し、さらに四極の不興を買うというシーンがしばしば見られる。
江口 浩太郎（えぐち こうたろう）
副会長、2年生。ハチ曰く「メガネ」。
「生徒に伝えるに足るものをとことん追求する」を信念に活動する。ハチやロクと同じクラスで、ハチとは意気投合することもしばしばある模様。
いわゆるオタクであり、彼がラクロスをモチーフにした特撮番組「超時空少女ラブクロス」のファンであることが女子ラクロス部への密着取材のきっかけとなった。
山東やよいが食べ残しのピーマンを差し出したところ、敢えて「食べかけ」を希望するなど、その名の通り少々偏った性的嗜好の持ち主である。
細美 聡（ほそみ さとし）
会員、1年生。ハチ曰く「チビ」。
名前通り体格は小柄で、両目共に前髪で隠れている。前髪をあげると女子と見紛うほどの美少年であり、筑紫学園ラクロス部員達を驚愕させた。（冗談で）女装させて女子ラクロス部の部員として選手登録し、交代要員にしよう、と言われることがある。
大曲 豊（おおまがり ゆたか）
会員、1年生。ハチ曰く「オーゼキ」。
体格は肥満型で、首から腹部下に下げている大きなかばんには常に菓子類が入っており、本人も常に何かしら食べている。

### 小倉中央高校女子ラクロス部
九州地区の四強の一角。他のチームと比べて際立った特徴は無いが、堅実なプレーを持ち味とする。
部員の姓は北九州市の地名に由来している。
伊地知 正秋（いぢち まさあき）
小倉中央高校・女子ラクロス部顧問。
ラクロスについてはルールすら知らない全くの素人で、土井伸太に試合時にあれこれとレクチャーしてもらっていた。
島津 斉美（しまづ なりみ）
筑紫学園の卒業生で女子ラクロス部の元キャプテン。四極燈子と市崎睦花の1学年先輩。卒業後は小倉中央高校・女子ラクロス部外部コーチ。
ラクロスはまだ競技人口が少なく、指導者の数も不足しているので母校以外のラクロス部の指導者として呼ばれることが珍しくないらしい。
現役時代のポジションはミディのC（センター）だった。

#### 3年生
陣原 沙矢（じんのはる さや）
女子ラクロス部キャプテンで1年生の時より四極燈子と名勝負をしてきた。四極燈子をやたらライバル視している。
「紅蓮の豪姫」の異名を持つ。背番号は「10」。四極と同じ番号だが、彼女を意識したわけではなく「人の10倍努力する」という意味を込めている。ポジションも四極と同じC（センター）。
交流戦では百道高校との試合中に負傷退場となった。
坂井 良子（さかい よしこ）
後輩からは「ヨッシー先輩」と呼ばれている。地味だが堅実なプレーが身上の「グラボ職人」。
背番号は「40」。過去には名前を由来に「44」だったことがある。ポジションは3M（サードマン）。

#### 2年生
片野（かたの）
背番号は「20」、ポジションは1H（ファーストホーム）。
守垣（もりがき）
チームメイトには「ガッキー」と呼ばれている。背番号は「30」、ポジションは3H（サードホーム）。

### 大野城高校女子ラクロス部
近年実力をつけてきたチームで、守備力が高い。公式戦では目標としてきた「四強崩し」のために、大幅なコンバートを行って参戦する。部員は15人ほど。
「大野城」とは、唐・新羅の侵攻に備え、大宰府防衛の要として建てられた朝鮮式山城の名前である。

#### 3年生（大野城高校）
田主丸 寛子（たぬしまる ひろこ）
キャプテンで一人称は「あたし」。チームの精神的支柱にして、グレートウォールの要である。影の薄い顧問に代わって、試合中の作戦立案・指示なども行う。ポジションはCP（カバーポイント）だったが、対四強戦用のシステムではG（ゴーリー）にコンバート。背番号は「51」。
羽犬塚 結（はいぬづか ゆい）
一人称は「私」。身長180センチメートルとかなりの長身。表情が見えない上に口数も少なくクールだが、本人いわく内面は熱い。ポジションはRDW（ライトディフェンスウィング）、対四強戦用のシステムではP（ポイント）。背番号は「52」。
善導寺 あかり（ぜんどうじ あかり）
一人称は「アタイ」。小柄かつ表情豊かでよくしゃべる、羽犬塚とは対照的な点が多い。守備が得意だが攻撃もできる。ピック（自身を壁にして、味方選手を相手選手のチェックから守る。バスケットボールのスクリーンのようなプレイ。）を得意とする。「ふっふーん」とドヤ顔をする。ポジションはLDW（レフトディフェンスウィング）、対四強戦用のシステムでは3H（サードホーム）、背番号は「53」。
3年生3人で「赤き大野城壁（グレートウォール）」を称する。

#### 2年生（大野城高校）
引治（ひきじ）
2年生の中心的存在。はっきりした物言いが特徴で、田主丸いわく「2年生の中で最も責任感が強い」。新システムではC（センター）を務める。背番号は「70」。
夏の公式戦終了をもって3年生が引退するのに伴い、田主丸から新チームのキャプテンに指名された。
浮羽（うきは）
2年生で最も視野が広い。G（ゴーリー）を務めてきたが、新システムではゾーンディフェンスを率いるCP（カバーポイント）を任される。背番号は「15」。

#### 1年生（大野城高校）
瀬高 千夏（せたか ちなつ）
芸能事務所めんたいこプロダクション所属。特撮番組「超時空少女ラブクロス」でマイナーメジャーアイドルに。
一人称は「ボク」。背番号は「72」。もともとは短距離走の選手だったため、かなりの俊足。
御井 留美佳（みい るみか）
芸能事務所めんたいこプロダクション所属。特撮番組「超時空少女ラブクロス」でマイナーメジャーアイドルに。
公私で標準語・方言を使い分ける。一人称は「私」と「ウチ」。背番号は「31」。もともとはテニス選手だったため、クロスの扱いに長けている。
瀬高千夏と御井留美佳の2人でスポーツ系アイドルユニット「セタミィ」を組んでいる。

なお、作中では学年が不明なメンバーとして、天ヶ瀬（あまがせ、RAW、64番）、恵良（えら、45番、ただし交流戦当時のもの）、光岡（てるおか、RDW、35番）、野矢（のや、LDW、46番）、三芳（みよし、LAW、27番）、夜明（よあけ、3M、68番）らがいる。

### 天神高校女子ラクロス部
九州最強チーム。外部コーチの古賀（後述）の就任後、今日の地位を築いた。
古賀 勲（こが いさお）
天神高校女子ラクロス部の外部コーチ。筑紫学園大学男子ラクロス部OBで土井伸太の先輩にあたる。
私情をはさまず規律を重んじデーターや、フォーメーションに拘った勝利至上主義のシステム・ラクロスを標榜している。
今日同校女子ラクロス部が「至高の白」と称され、九州の女王の座に着いたのも彼の戦術の賜物である。
１人の突出した選手で勝ち抜くより、チーム全員がほぼ同じスキルやフィジカルで戦えるチームにすることに重点を置いているので、よく言えば選手層が質量ともに厚いので誰かが抜けても他の選手ですぐに代わりがきく。悪く言えば選手の個性や特徴を無視している、選手がラクロス自体を楽しめないと言うことである。
後輩の土井伸太のラクロス観を「甘い!」と本人にも言って憚らないほどに自分のラクロス観には自信を持っている。
香椎 大輔（かしい だいすけ）
天神高校の教師で同校女子ラクロス部の顧問であるが、実際に試合の指揮を執っているのは外部コーチの古賀である。アニスからは「大ちゃん」と呼ばれている。

#### 1年生（天神高校）
風磐 アニス（かぜいわ あにす）
女子ラクロス界においてアメリカ、カナダと並ぶ強豪国オーストラリアからの帰国子女。
1年生ながら唯一ベンチ入りした有望株で、父が日本人、母がオーストラリア人のハーフ（ダブル）で香椎大輔の親戚筋にあたる。
ラクロスは母方の祖母から教わった。重い木のクロスを使用している。
規律を重んじるチームにあってプレーにおいても自由奔放で天真爛漫な性格のためか、古賀からはやや疎んじられているきらいがある。
背番号は「24」。ポジションはアタックの2H（セカンドホーム）。

#### 2年生（天神高校）
清武 椿（きよたけ つばき）
背番号は「7」（1年時は「17」）。ポジションはミディのC（センター）。
後輩達からは「椿お姉様」と呼ばれているがアニスからは「カメリア先輩」と呼ばれている。
ちなみにカメリア（Camellia）とは英語で椿の意味である。
姶良 姫子（あいら ひめこ）
背番号は「9」（1年時は「19」）。ポジションはミディのRAW（ライトアタックウィング）。
後輩達からは「姫子様」と呼ばれている。
上伊集院 百合子（かみいじゅういん ゆりこ）
背番号は「11」（1年時は「21」）。ポジションはアタックの2H（セカンドホーム）。
後輩達からは「百合子お姉様」と呼ばれている。

#### 3年生（天神高校）
竜ヶ水 麗香（りゅうがみず れいか）
見た目は小柄であるが、「威風の剣姫」の異名を持つ九州女子高校ラクロス界きっての名ゴーリーである。後輩達からは「ドラゴン先輩」もしくは「竜ヶ水先輩」と呼ばれている。
ラクロスは高校入学と同時に始めたが、中学では剣道をやっており九州きっての女剣豪であったと悟桐皐によって筑学メンバーの知るところとなる。アニス同様に1年生でベンチ入りを果たした。
背番号は2年時より「1」。1年時は「13」だった。
銀水 綾女（ぎんすい あやめ）
背番号は「4」。
ポジションはディフェンスのP（ポイント）で竜ヶ水麗香と並ぶ天神の守備の要。

### 学年不詳
御領（ごりょう）
背番号は「6」。
桂川（けいせん）
背番号は「3」。ポジションはディフェンスの3M（サードマン）。
佐志生（さしう）
背番号は「10」。ポジションはアタックの3H（サードホーム）。
赤間（あかま）
背番号は「5」。
大堂津（おおどうつ）
背番号は「8」。
奥洞海（おくどうかい）
背番号は「12」。

### 百道高校女子ラクロス部
かつて長きに渡り頂点に君臨してきた古豪。フィジカルに優れた攻撃重視のチームである。メンバーは15人。
小城 健治（おぎ けんじ）
百道高校女子ラクロス部顧問。とある事件で退職した前任者に代わり、1年ほど前に就任した。

#### 1年生（百道高校）
穴生　真智（あのう　まち）
当たりの強さと豊富な運動量の持ち主で、1年ながらC（センター）を務める。目立ちたがりだが、いざとなればチームのために脇役に徹することもある。
百道のメンバーでも特にガラが悪く、公式戦の抽選会では制服を着てこなかった。
背番号は「69」。
内牧 真奈美（うちのまき　まなみ）
ポジションは3M（サードマン）で、パスを供給するフィーダーとしての実力が高い。
穴生とは中学時代からの友人同士。
背番号は「73」。

#### 2年生（百道高校）
伊万里 仁美（いまり ひとみ）
1H（ファーストホーム）を務める攻撃の主力で、高いジャンプからの空中戦を得意とする。
勝利のためならラフプレーも辞さない。そのせいか昨年は選考を見送られたが、姫名を贈られるに値する実力の持ち主。
背番号は「23」。名前からとも取れるが、バスケットボールのマイケル・ジョーダンに由来しているとも言われる。
香春 薫（かわら かおる）
百道高校女子ラクロス部マネージャー。かつては選手で、昨年の公式戦で右膝を故障してからは第一線から退いているものの、選手登録はされている。
自分のパスに相手を合わさせるタイプのフィーダー。背番号は「81」。

#### 3年生（百道高校）
折尾 歩（おりお あゆみ）
百道高校女子ラクロス部キャプテンで、ポジションはG（ゴーリー）。
大人しい性格だが、外見からは想像できないほどの握力と鋭い勝負勘を持っている。
背番号は「15」。「高校受験に失敗して味わった挫折感を忘れない」という意味を込めている。

### その他の登場人物
空木雫の母
声: 小林優子
「海宝ラーメン」を経営、二女の母。長女雫を九州本土（福岡県）の筑紫学園に独断で入学させる。
入学時の雫への条件は「三年間青春してきなさい！」。
煙草を吸う。
空木 霞（うつぎ かすみ）
空木姉妹次女。雫の（年齢）ひとつ下の妹。
熊西 清十郎（くまにし せいじゅうろう）
西日本に広く展開するスポーツショップ「ウエストベアーコーポレーション」の会長であり九州一の資産家。通称「ドン熊西」。
孫娘熊西あさみがラクロスを始めたことがきっかけでラクロスに出ってからは、九州地区のラクロス普及に私財を注ぎ込んで貢献している無類のラクロス好き。交流戦などの大会で活躍した選手に「姫」の一字を含む称号を贈る、というのも彼のアイディア。老齢だが、鍛錬しているのか体格は筋肉質。スパッツを愛する。
熊西 あさみ（くまにし あさみ）
熊西清十郎の孫娘で、祖父清十郎にラクロスに出会うきっかけをもたらした。
交流戦初日Aグループ第1試合・筑紫学園対大野城高校戦の主審を務める。
岡
めんたいこプロダクションのマネージャー。瀬高千夏と御井留美佳の担当。女性の様な口調で話す。チームの勝敗よりもセタミィのプロデュースを重視した発言が目立つ。
ジョージ 湯平（ジョージ ゆのひら）
交流戦初日Aグループ第1試合・筑紫学園対大野城高校戦の実況を務めた。
白沢 剛（しらさわ つよし）
交流戦初日Aグループ第1試合・筑紫学園対大野城高校戦の解説を務めた。

## 九州地区高校女子ラクロス交流戦
西日本に広くスポーツショップを展開している「ウエストベアーコーポレーション」会長で、九州一の資産家・熊西清十郎主催のトーナメント方式の大会で開催は6回目を迎えた。ラクロスをもっとメジャーなスポーツにしたいという熊西清十郎の意向により、ラクロスを知らない人たちへのアピールも目的としているため、屋台などが多く立ち並び、懸賞つきの試合結果予想投票があるなど、かなりお祭り色が強い。

### 第6回大会参加校
（以下50音順・計8校）
大野城高校
セットプレーやパス回しのコンビネーションを得意とし、ここ数年着実に地力をつけている。ディフェンスに定評があるチーム。
小倉中央高校
堅実なプレーで毎年結果を残す。
新宮学園
筑紫学園
天神高校
彗星の如く現れ、百道高校から九州地区女王の座を奪った。以来3年間九州地区公式戦を制覇し続ける全国レベルの圧倒的な強さを誇る新鋭校。
鳥栖農業高校
創部2年目の新設チーム。
百道（ももち）高校
九州初の高校女子ラクロス部として創部の古豪。長く九州地区の頂点に君臨していたが、天神高校にその座を奪われる。ラフプレーが目立ち、小倉中央高校との試合は没収試合となった。交流戦の閉会式はボイコットしている。
行橋（ゆくはし）西高校

## 書誌情報
カバーをはずすと、表紙側に「裏バカ」と題したラクロスのルールなどの説明が、裏表紙側に各キャラの身長やポジションなどのプロフィールが掲載されている。単行本3巻帯には石川雅之による推薦のコメントが書かれている。
- 古日向いろは 『バガタウェイ』 マッグガーデン〈BLADE COMICS〉、全12巻
  1. 2009年3月10日発売、ISBN 978-4-86127-602-6
  2. 2009年9月10日発売、ISBN 978-4-86127-649-1
  3. 2010年2月10日発売、ISBN 978-4-86127-699-6
  4. 2010年8月10日発売、ISBN 978-4-86127-758-0
  5. 2011年2月10日発売、ISBN 978-4-86127-822-8
  6. 2011年9月10日発売、ISBN 978-4-86127-888-4
  7. 2012年2月10日発売、ISBN 978-4-86127-946-1
  8. 2012年9月10日発売、ISBN 978-4-8000-0041-5
  9. 2013年4月10日発売、ISBN 978-4-8000-0124-5
  10. 2014年2月10日発売、ISBN 978-4-8000-0258-7
  11. 2014年12月10日発売、ISBN 978-4-8000-0383-6
  12. 2015年10月10日発売、ISBN 978-4-8000-0503-8